# František Břečka
František Břečka (* 21. června 1958, Gottwaldov je bývalý československý atlet, sprinter, který se věnoval běhu na 200 metrů a hladké čtvrtce.
V roce 1978 vybojoval na mistrovství Evropy v Praze na strahovském stadionu Evžena Rošického společně s Josefem Lomickým, Miroslavem Tulisem a Karlem Kolářem bronzovou medaili ve štafetě na 4 × 400 metrů. O dva roky později reprezentoval na letních olympijských hrách v Moskvě, kde skončil se štafetou ve finále na sedmém místě. V závodě na 200 metrů postoupil z úvodního rozběhu do čtvrtfinále, kde však skončil s časem 21,47 v poli poražených.
9. září 1984 zaběhl v Cagliari dvoustovku v čase 20,61 s a vytvořil nový československý rekord. Jeho rekord překonal až v roce 2008 Jiří Vojtík, který na atletické extralize v Praze vylepšil hodnotu českého rekordu o jednu setinu na 20,60 s.